# Friedrichshof (Kreis Heiligenbeil, Ksp. Brandenburg)
Friedrichshof ist eine Wüstung im Kreis Heiligenbeil in Ostpreußen. Die frühere Ortsstelle befindet sich heute im Munizipalkreis Rajon Gurjewsk (Stadtkreis Neuhausen) in der Oblast Kaliningrad (Gebiet Königsberg (Preußen)) der Russischen Föderation.

## Geographische Lage
Die Ortsstelle Friedrichshof befindet sich im Westen der Oblast Kaliningrad, 28 Kilometer nordöstlich der einstigen Kreisstadt Heiligenbeil (heute russisch Mamonowo) bzw. 25 Kilometer südwestlich der jetzigen Rajonshauptstadt Gurjewsk (deutsch Neuhausen).

## Geschichte
Das Vorwerk Friedrichshof war dem Gutsbezirk Pokarben im ostpreußischen Kreis Heiligenbeil zugeordnet. Pokarben war bis 1945 Amtsdorf des gleichnamigen Amtsbezirks im Regierungsbezirk Königsberg der preußischen Provinz Ostpreußen. Friedrichshof zählte im Jahre 1905 neun Einwohner und war nach der 1928 erfolgten Umwandlung des Gutsbezirks Pokarben in eine Landgemeinde weiterhin deren Wohnplatz.
Mit dem gesamten nördlichen Ostpreußen fiel Friedrichshof 1945 in Kriegsfolge an die Sowjetunion. Danach verliert sich seine Spur. Eine russische Namensgebung ist ebenso wenig bekannt wie eine Zuordnung zu einem Dorfsowjet. Vielleicht ist der Ort auch in einer Nachbarsiedlung aufgegangen. Er gilt jedenfalls heute als untergegangen. Seine Ortsstelle gehört zum Rajon Gurjewsk in der russischen Oblast Kaliningrad.

## Religion
Bis 1945 war Friedrichshof in das Kirchspiel (Ksp.) der evangelischen Kirche Brandenburg (Frisches Haff) (russisch Uschakowo) im Kirchenkreis Heiligenbeil in der Kirchenprovinz Ostpreußen der Kirche der Altpreußischen Union eingepfarrt.

## Verkehr
Von Pokarben aus ist über Landwegverbindungen die – allerdings kaum noch wahrnehmbare – Ortsstelle von Friedrichshof zu erreichen.